# Günterode
Günterode is een deel van de gemeente Heilbad Heiligenstadt in het landkreis Eichsfeld in het noorden van de Duitse deelstaat Thüringen. 
Günterode is een van oorsprong Hoogduits sprekende plaats, en ligt aan de Uerdinger Linie.